# Candidula setubalensis
Espèce
Statut de conservation UICN

 EN B1ab(iii)+2ab(iii) : En danger
Candidula setubalensis est une espèce d'escargots appartenant au genre Candidula, de la famille des Hygromiidae. C'est une espèce endémique qui n'est connue qu'au Portugal où elle a été classée comme vulnérable par l'UICN.

## Aire de répartition
Portugal (espèce endémique).